# Kukishinden Ryu

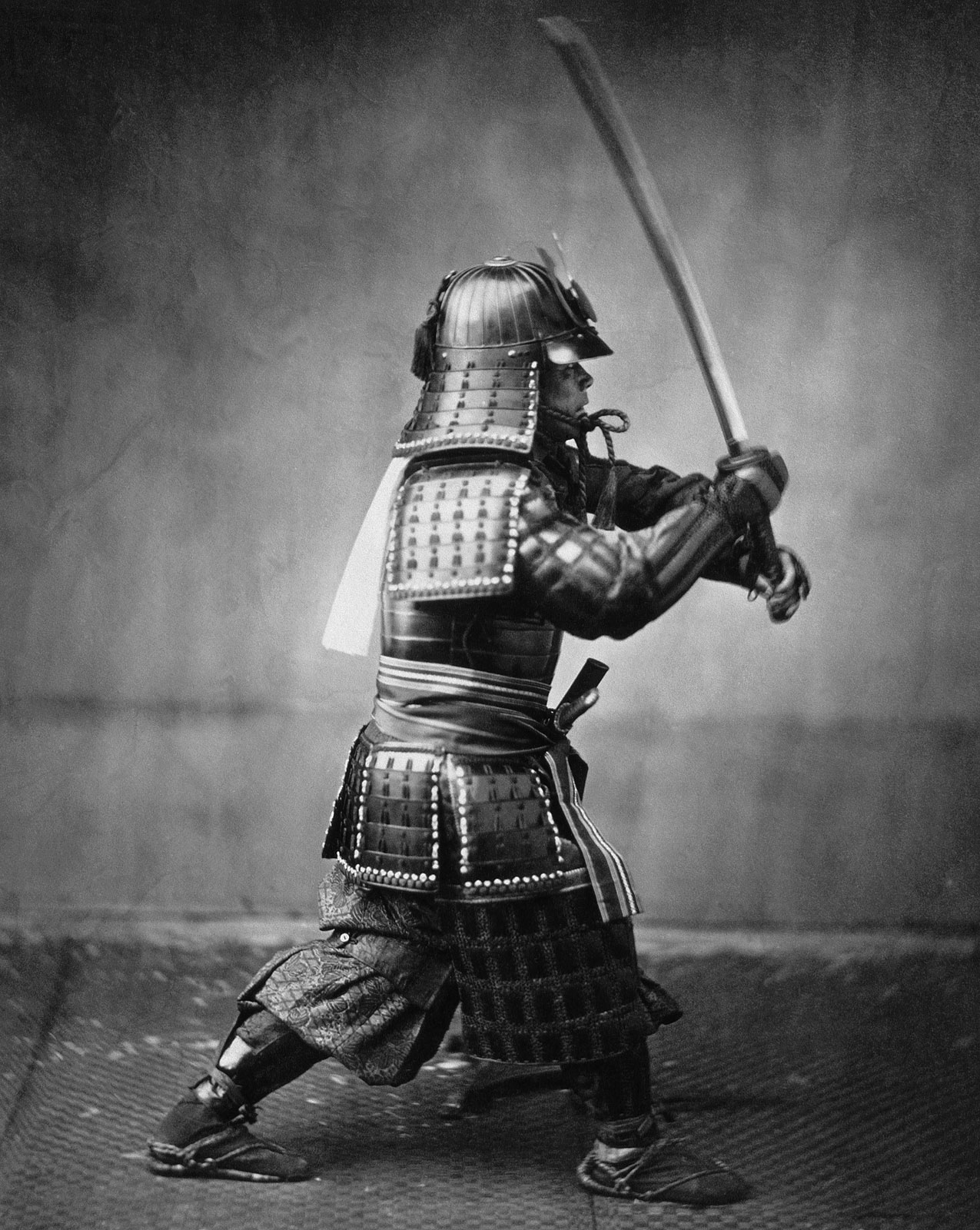
Un estudiante de la Kukishinden Ryu

La Kukishinden Ryu (en japonés 九鬼神伝流, traducido como Escuela de los nueve demonios) es una escuela de artes marciales japonesas descendientes de la escuela Kukishin Ryu (九鬼神流?). Esta escuela tiene una raíz samurái. La técnica básica se centra en mantener el centro de gravedad bajo, ya que antiguamente se luchaba con armadura, y esta solía pesar bastante. La técnica busca desequilibrar al contrario para, posteriormente, derribarlo y matarlo. Cada participante de la escuela posee su propia armadura, y los golpes y bloqueos son enfocados en zonas débiles de la armadura, preferentemente en las articulaciones. Estos golpes y bloqueos se caracterizan por ser poderosos, similares a los realizados en Gyokko Ryū.
Son típicos de esta escuela los movimientos envolventes que permiten apartarse de la línea de ataque de uke para, desde ese lugar, lanzar un contraataque. Abundan las luxaciones y proyecciones. Estas últimas, en esta escuela, se realizan de una forma distinta a la de otras escuelas.
En Kukishinden Ryu se trabaja con varias armas, de ahí el concepto de happo hiken jutsu, que significa «ocho métodos secretos de la espada». En estos se incluyen el Rokushaku Bō y el Hanbō. Masaaki Hatsumi decía que para ser un espadachín, primero se debe dominar las técnicas del Hanbō (arma de palo), ya que, gracias a su correcta utilización como una katana, se puede derrotar a un contrincante que usa una katana real.

## Fundación
Las tradiciones que difunde la Kukishinden Ryu son diferentes a las que se narran en Kukishin Ryu; en todo caso, en Kukishinden Ryu se cree que las raíces de la escuela están en China, y que afirma que fue fundada en el siglo XII por Izumo Kanja Yoshiteru. La palabra «Kuki» en el nombre de esta escuela fue obtenida luego de un encuentro en el cual el maestro de esta escuela salvó al Emperador Go-Daigo Tennō, quien le dijo que había combatido como Kuki (nueve demonios).